# Site archéologique de Verdes
Vous lisez un « article de qualité » labellisé en 2024.
Le site archéologique de Verdes est un ensemble de vestiges antiques situés sur le territoire de la commune de Beauce la Romaine (Verdes jusqu'en 2015) dans le département français du Loir-et-Cher.
Des thermes et une vaste palestre, une basilique civile et un forum ou un macellum constituent un centre monumental ; deux petits temples complètent ces aménagements, situés à proximité d'un carrefour de voies antiques et accompagnés de nombreux habitats regroupés en secteurs organisés. Tous ces vestiges et indices permettent de donner à Verdes le statut d'une agglomération secondaire antique active du Ier au IIIe siècle. Toutefois, faute de fouilles récentes et à grande échelle, les caractéristiques et le rôle de cette ville antique restent mal connus. L'agriculture (production de céréales et élevage ovin pour la laine) tient certainement dès l'Antiquité une grande place dans l'économie de cette cité beauceronne.
Hormis la voie antique de Chartres à Blois, dite « voie de Jules César », qui traverse Verdes du nord au sud, aucune trace de l'agglomération antique n'est visible en élévation. Après des fouilles partielles des thermes en 1856-1857 puis dans les années 1960-1970, ces dernières s'accompagnant de campagnes de prospection aérienne et géophysique qui révèlent l'étendue du site archéologique (25 ha environ), tous les vestiges sont enfouis. Un fragment de la « mosaïque au labyrinthe » qui pavait une salle des thermes est conservé au musée des Beaux-Arts de Blois.

## Environnement géographique et archéologique
L'agglomération antique de Verdes, dans la vallée de l'Aigre et à la limite entre le Loir-et-Cher, l'Eure-et-Loir et le Loiret, se développe sur une superficie estimée à 25 ha. Elle se situe probablement en partie sous l'emprise du bourg contemporain, mais c'est au nord-est de ce dernier que les vestiges les plus significatifs sont mis en évidence sur le rebord du plateau. Les parcelles concernées appartiennent pour l'essentiel à des propriétaires privés, mais la commune a acquis les terrains d'une partie du centre monumental et y a constitué, avec le Service régional de l'archéologie, une réserve archéologique,.

### Un site de «carrefour»

Verdes dans la cité carnute.

Le site gallo-romain se trouve au cœur du territoire carnute, à 54 km au sud d'Autricum (Chartres), chef-lieu de la civitas sous le Haut-Empire, à 15 km au sud-est de Châteaudun, où une occupation gallo-romaine mal connue succède à un oppidum gaulois attesté et à moins de 40 km à l'ouest-nord-ouest de Cenabum (Orléans) qui devient au Bas-Empire le chef-lieu de la civitas Aurelianorum (distances exprimées « à vol d'oiseau »).

Localisation du site antique.

Verdes est implantée au carrefour de deux voies antiques importantes. La première, nord-sud, relie Chartres à Blois ; même si son tracé antique est légèrement différent de l'itinéraire moderne, elle est toujours partiellement visible dans le paysage sous le nom de « voie de Jules César » ou « chemin de Chartres ». Au sud du bourg moderne de Verdes, elle prend l'aspect d'une chaussée-digue qui barre le cours de l'Aigre et forme au nord, de l'Antiquité jusqu'à son assèchement en 1851, le lac du Dunois d'une superficie d'environ 20 ha. La seconde, du nord-ouest au sud-est, va de Châteaudun à Meung-sur-Loire ou Beaugency où elle traverse la Loire, puis se dirige vers Bourges ; elle traverse le marais de l'Aigre au sud-est de Verdes, au niveau de Tripleville.
Verdes se situe également sur la ligne de partage des eaux de la Loire au sud-est et du Loir au nord-ouest ; cette situation géographique, à la rencontre des deux bassins versants, est généralement un des facteurs favorables à l'implantation d'agglomérations antiques.

### Des transports facilités et des matières premières accessibles
Les voies de transport terrestre relient directement le site à l'Orléanais, au Perche, à l'ensemble de la Beauce et à la vallée moyenne de la Loire ; ces liaisons permettent en particulier d'approvisionner la Beauce en bois à partir de la forêt de Marchenoir. Le trafic fluvial est également actif : Verdes est traversée par l'Aigre qui est certainement, dans l'Antiquité, accessible à des barques à faible tirant d'eau permettant le transport de marchandises vers l'aval jusqu'au Loir pour gagner ensuite l'Anjou.
L'environnement géologique est lui aussi favorable, l'érosion du substrat composé de calcaire de Beauce (Aquitanien) par l'Aigre offrant, sur les flancs de la vallée, un accès facile à des carrières exploitées pour la construction locale voire pour le commerce de pierres de taille ou la préparation de chaux — au XXIe siècle, une carrière de calcaire est toujours en activité à Verdes. La tourbe, présente au fond de la vallée, peut elle aussi être extraite.

## Mentions historiques et études archéologiques

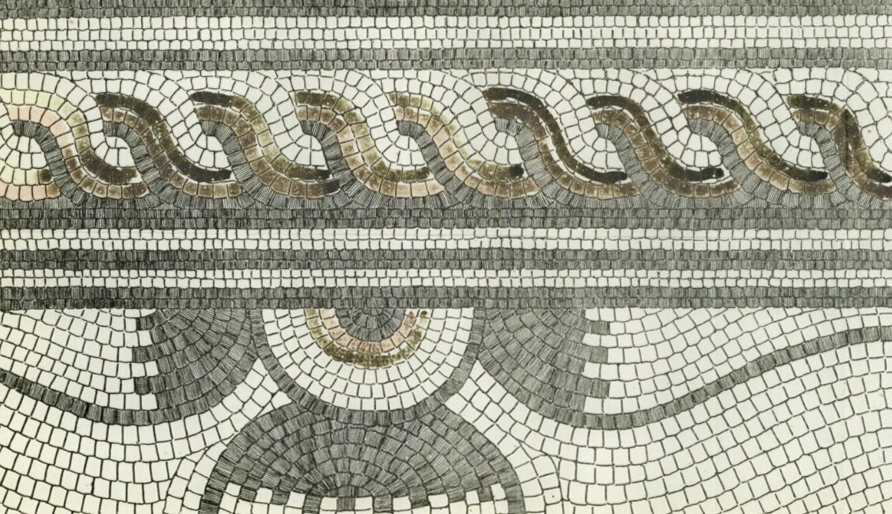
Décor de la piscine des thermes (Anatole du Faur de Pibrac, 1857).

La cité antique de Verdes n'est mentionnée dans aucun texte antique ou médiéval et les ruines, encore visibles au moins jusqu'en 1870, n'ont alors fait l'objet que de traditions orales. La « voie de Jules César » figure sur la carte de Cassini sous le nom de « chemin de Blois ». Les premiers vestiges antiques, ceux des thermes, sont fortuitement mis au jour en 1856 par le propriétaire d'un terrain à la faveur d'un défrichement,. Des fouilles partielles de ces thermes ont lieu sous le Second Empire mais elles sont prématurément interrompues. Anatole du Faur de Pibrac publie toutefois un « Mémoire sur les ruines gallo-romaines de Verdes » agrémenté de nombreuses illustrations et, la même année, Arcisse de Caumont visite Verdes, stupéfait du nombre de vestiges visibles à quelques centimètres sous terre. Par la suite toutefois et pendant un siècle, les vestiges ne suscitent plus l'intérêt. En 1960, Albert Grenier, surpris de trouver des thermes sur un site apparemment peu important et pressentant que d'autres vestiges restent à découvrir, encourage la reprise des recherches.
| Image externe | |
|               | Centre monumental antique de Verdes vu d'avion en 1976 (photo Daniel Jalmain) ; site de l'écomusée de la vallée de l'Aigre. |

Au début des années 1970, après quelques sondages pratiqués sur le site, une autre campagne de fouilles des thermes démarre, interrompue elle aussi. À la même époque, la prospection électrique et les photographies aériennes dévoilent l'étendue de cette agglomération secondaire et permettent de compléter le plan du site. C'est surtout la sécheresse de 1976 en Europe qui révèle, au printemps et à l'été, de nombreuses traces dans les cultures ; elles appartiennent à une palestre jouxtant les thermes au nord et dont Albert Grenier suspectait l'existence sans pouvoir la localiser, à une basilique civile à l'ouest de la palestre, à un vaste forum au sud de la basilique et à d'autres bâtiments non encore identifiés ; certains d'entre eux, en bordure de la voie de Jules César, pourraient être des entrepôts ; un autre, de forme allongée, est pourvu de deux absides. Trois secteurs résidentiels distincts, disposant chacun de son propre embryon de réseau de voies, sont également mis en évidence. Jusque dans les années 1980, de nombreuses monnaies romaines sont retrouvées sur le site, isolées ou sous forme de deux trésors ; la plupart d'entre elles sont disséminées dans des collections particulières.
Le site ne fait l'objet d'aucune campagne de fouille programmée mais en 2016, un diagnostic archéologique préalable à une opération d'urbanisation est réalisé à l'est de la voie de Jules César.
Outre le fragment de mosaïque conservé au musée des Beaux-Arts de Blois, divers objets issus des fouilles sont présentés à l'écomusée de la vallée de l'Aigre (Cloyes-les-Trois-Rivières, Eure-et-Loir) ou figurent dans les collections de musées : hôtel Cabu - musée d'histoire et d'archéologie à Orléans ou musée des Beaux-Arts et d'Histoire Naturelle de Châteaudun. Des publications de la fin du XIXe siècle font cependant état de pièces de mobilier archéologique vendues et revendues et dont la trace s'est semble-t-il perdue.

## Histoire
En l'absence de fouilles archéologiques complètes et de sources écrites, l'histoire du site est très mal documentée et l'origine du toponyme « Verdes » reste indéterminée ; aucun équivalent antique n'est connu. Certains évoquent, sans conviction, la vallée de l'Aigre verdoyante (viridis) « tranchant avec la monotonie du désert beauceron ».
Des outils, un galet percé comme un bijou ou une amulette retrouvés sur place et remontant au Néolithique, une enceinte datant peut-être de la même époque (type « enceinte Michelsberg ») sur la rive gauche de l'Aigre, des traces d'activité artisanale de l'âge du fer témoignent d'une longue occupation du site.

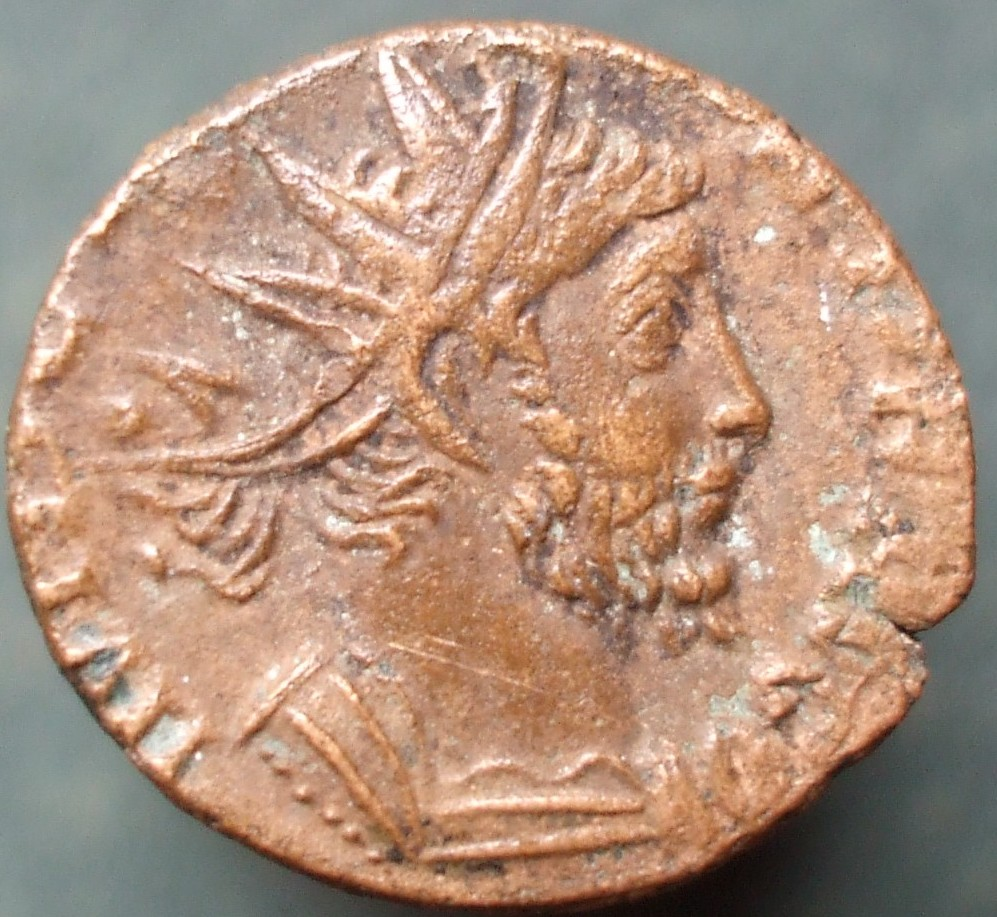
Monnaie à l'effigie de Tetricus Ier.

Même si l'activité agricole est attestée dans le secteur à l'époque laténienne et a joué un rôle dans la pérennité du site, le développement de Verdes dans l'Antiquité est plus probablement lié à sa situation géographique, à la croisée de voies de circulation. Les thermes, monument le mieux connu du site, peuvent avoir été en fonction du Ier au IIIe siècle avec de probables réaménagements au cours de cette période. Certains habitats sont datables de la même époque. L'orientation différente du centre monumental et de certains quartiers résidentiels ou artisanaux suggère un développement de la ville par étapes, la fonction commerciale semblant être le moteur du développement de la ville, bien plus que sa fonction religieuse, qui reste à apprécier.
Un bloc de quatre kilos de pièces de monnaie (4  à   5 000 éléments), dont des monnaies de Tetricus Ier, ainsi qu'un autre ensemble de monnaies dont les plus tardives sont de Maximin et de son épouse Caecilia Paulina, découverts à Verdes, sont peut-être des trésors cachés après 270, dans une période d'instabilité. Les édifices publics comme les thermes paraissent avoir été restaurés dans le dernier quart du IIIe siècle, peut-être à la suite de destructions liées à des « invasions barbares ».
La ville ne semble pas totalement abandonnée ; le site de la palestre et des thermes désaffectés servent en effet de cimetière à la fin du Bas-Empire ou au haut Moyen Âge — le lieu-dit est d'ailleurs dénommé « les Cercueils » —, ce qui témoigne sans doute de la présence, dans les environs, d'habitats restant à localiser. Il est possible que la place de Châteaudun ait attiré les activités marchandes de Verdes pour lesquelles aucun témoignage remontant à cette époque n'est identifié,. La présence du lac et de ses abords marécageux, ayant des conséquences possibles sur la santé des habitants, n'est peut-être pas étrangère à la désaffection de Verdes.
Ces différents éléments posent l'hypothèse d'une chronologie fréquemment rencontrée dans les agglomérations gallo-romaines même si les explications, sans doute multiples, peuvent varier d'un site à l'autre : activité importante sous le Haut-Empire romain, abandon ou occupation moins soutenue lors de la crise du troisième siècle, reprise d'activité temporaire et/ou partielle sous le Bas-Empire. Cette dernière phase est peut-être à mettre plus spécifiquement en relation, à Verdes, avec une influence croissante d'Orléans au détriment de Chartres.

## Description
À l'exception des thermes, partiellement fouillés il y a 160 et 50 ans, ainsi que d'un diagnostic archéologique réalisé en 2016, toutes les descriptions des édifices et aménagements de Verdes reposent sur l'interprétation parfois fragile de photographies aériennes et de résultats de prospections géophysiques ; à partir des mêmes éléments de base, les propositions de restitution sont susceptibles de varier selon les auteurs et leur analyse.

### Centre monumental

Plan schématique du centre monumental.

Un centre monumental, de plan sensiblement carré, paraît se dessiner, comprenant une palestre et des thermes dans sa partie orientale ainsi qu'une basilique et un marché-forum dans sa partie occidentale. L'interprétation de ce centre monumental, non aligné sur les autres éléments archéologiques, habitations notamment, est difficile : il peut s'agir d'un centre civique dont tous les éléments sont construits simultanément, sans doute après les premières habitations, et qui témoigne d'un statut particulier de l'agglomération. Il peut également être considéré comme un ensemble qui s'est édifié peu à peu, avec des ajouts et des abandons dont la chronologie n'est pas identifiable et dont les observations incomplètes donnent une impression de contemporanéité des vestiges.

#### Palestre et thermes
Révélée par la prospection aérienne, une palestre à péristyle pouvant mesurer 40 m de côté jouxte au nord l'ensemble thermal. Sa galerie septentrionale supporte un bâtiment dont l'affectation n'est pas connue.

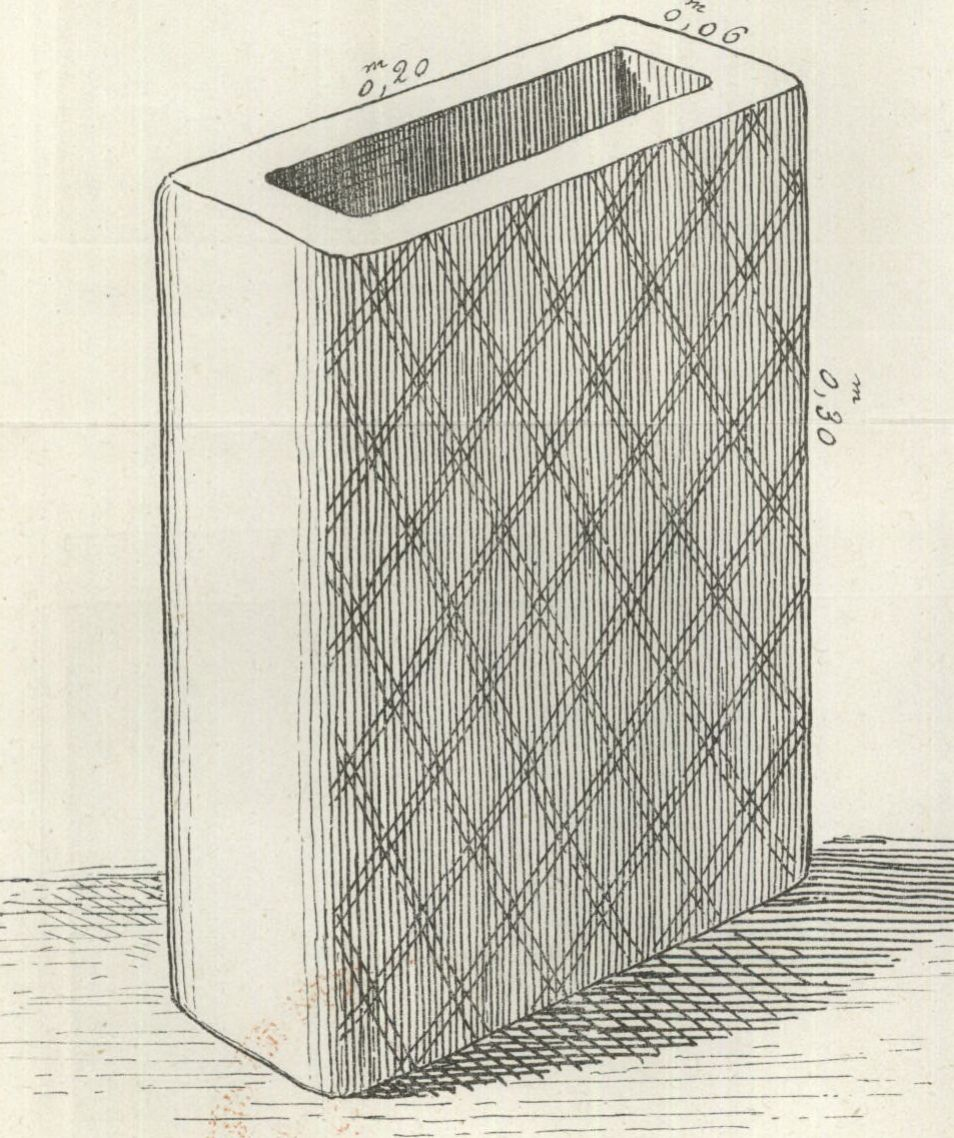
Élément de tubulus (Anatole du Faur de Pibrac).

Les fouilles réalisées en 1856 par Anatole du Faur de Pibrac sur les vestiges de l'édifice thermal, premier monument du site identifié, le conduisent à publier un an plus tard un plan de l'ensemble, qu'Arcisse de Caumont reprend l'année suivante. Plusieurs aménagements sont identifiés, dont un praefurnium, un caldarium dont le sol est surélevé par des pilettes de briques (hypocauste) et dont les murs sont chauffés par des tubuli, briques creuses en poterie dans lesquelles circule l'air chaud ; ces dispositifs attestent de la fonction de l'édifice. Du Faur de Pibrac suggère que les usagers doivent suivre un parcours rectiligne depuis la palestre au nord dans un ensemble dont la distribution des pièces est symétrique, certaines étant réservées aux hommes, d'autres aux femmes. Il base son raisonnement sur la comparaison des thermes de Verdes avec ceux d'autres sites, dont le plan est mieux connu.

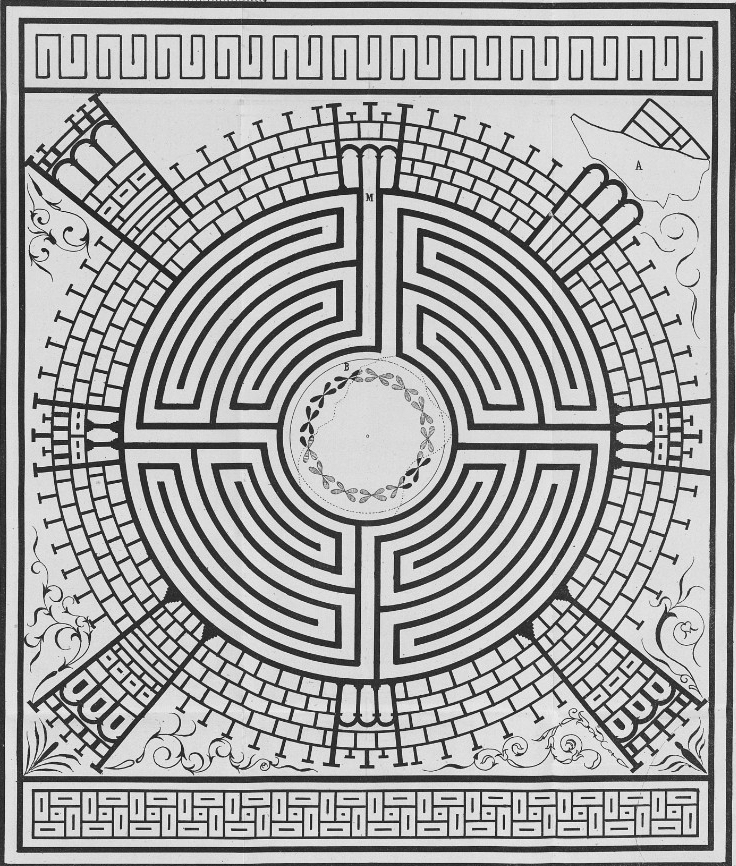
Reconstitution de la « mosaïque au labyrinthe » des thermes (Anatole du Faur de Pibrac).

Daniel Pussot fait ses propres observations dans le seconde partie des années 1960 ; il constate à cette occasion que le plan de du Faur de Pibrac résulte d'une mauvaise interprétation des vestiges, qu'il est largement extrapolé de celui d'édifices mieux connus comme les thermes de Drevant (Cher) ou de Saint-Saloine de Saintes (Charente-Maritime), et que des corrections doivent y être apportées ; Albert Grenier avait d'ailleurs, dès 1960, émis des réserves sur le plan proposé par du Faur de Pibrac. Les observations de Daniel Pussot sont toutefois trop partielles pour qu'un autre plan puisse être proposé. Pussot envisage cependant un trajet orthogonal obligeant à repasser par les mêmes pièces pour gagner la sortie des thermes, sans « cloisonnement » entre le sexe des usagers. Le dispositif permettant l'alimentation en eau de ces thermes n'est pas connu mais des canalisations d'évacuation sont identifiées,.

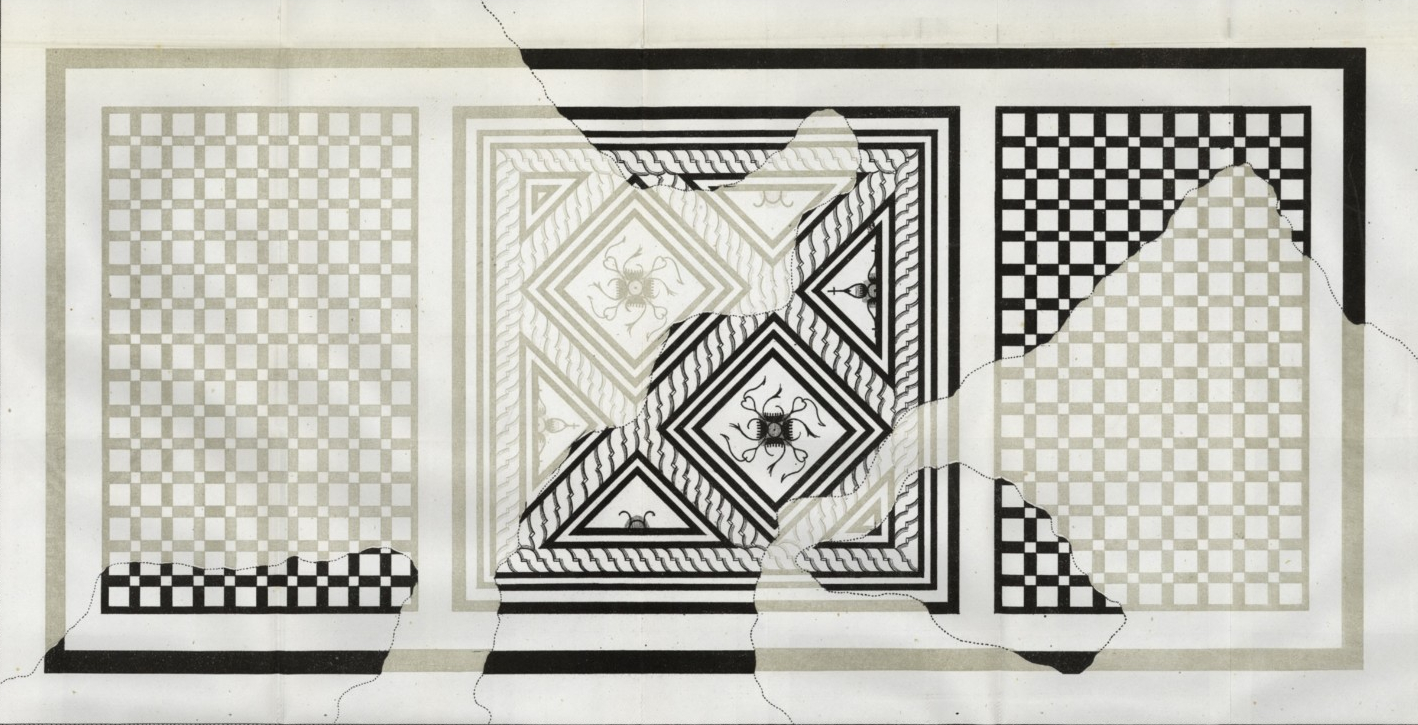
Mosaïque disparue des thermes (Anatole du Faur de Pibrac).

Les thermes de Verdes sont surtout remarquables par les mosaïques de conception simple qui recouvraient le sol d'au moins trois de leurs salles ; lors des premières observations, trois mosaïques couvrant plus de 260 m2 sont ainsi dégagées. Restées en place mais insuffisamment protégées, elles se dégradent et sont pillées. Deux d'entre elles disparaissent mais une partie de la troisième dite « mosaïque au labyrinthe » (11 m2) est conservée depuis l'été 1905 au musée des Beaux-Arts de Blois,,. Elle provient sans doute d'un frigidarium et mesurait à l'origine 90 m2 ; son motif central figurait peut-être le combat de Thésée contre le Minotaure et son pourtour représente l'enceinte d'une ville avec des tours aux quatre angles reliées par une muraille crénelée. Les tesselles (1 cm2 pour une hauteur de 2 cm) qui la composent, blanches et noires en forme de pyramide tronquée renversée sont faites de deux types de calcaire différents du Rauracien et de l'Aquitanien dont les gisements les plus proches se trouvent respectivement dans le Cher et l'Indre pour les blanches, et de schiste aquitanien provenant peut-être de la Nièvre pour les noires. Ces tesselles ne sont solidaires que par leur base, enfoncée dans une couche de béton « comme les dents et leur gencive » ; aucun joint ne les relie l'une à l'autre. Il n'est pas certain que cette mosaïque appartienne au premier état des thermes : Michel Provost suggère de la dater de la fin de la dynastie antonine (fin du IIe siècle) alors que Daniel Pussot la situe à la fin du IIIe ou au début du IVe siècle ; ce dernier raisonnement n'est toutefois plus considéré comme valide.

#### Basilique civile

Plan de la basilique.

Le bâtiment, à nef unique et de plan rectangulaire allongé d'ouest en est, mesure environ 48 × 14 m. Chacun de ses petits côtés se termine par une abside semi-circulaire limitée par un mur droit et il s'ouvre au sud sur le forum par une série de huit arcades. Les deux extrémités ouest et est de la basilique ainsi que la base des sept piliers soutenant les arcades de la façade méridionale sont bien discernables par voie aérienne si les conditions d'observation sont favorables ; le mur nord, pour sa part, a totalement disparu. Il est possible qu'une colonnade intérieure divise la basilique en deux dans le sens de la longueur, mais ce dispositif, s'il a existé, a été démonté et n'a laissé aucune trace.
Les deux absides de la basilique de Verdes ont probablement abrité des activités administratives de la ville, rôle généralement dévolu à la grande abside médiane sur le grand côté de l'édifice opposé aux arcades, quand elle existe.

#### Marché-forum et «boutiques»

Plan schématique du forum tripartite de Forum Segusiavorum (Feurs).

Au sud de la basilique et à son contact immédiat, un vaste complexe accueille probablement des activités politiques, comme un forum, mais aussi commerciales, comme un macellum. Il mesure 60 × 100 m. De part et d'autre de l'esplanade centrale, ses grands côtés semblent bordés par des galeries marchandes composées chacune de 24 boutiques mesurant environ 9 × 4,5 m (30 × 15 pieds romains). Un caniveau, en bordure des deux grands côtés de la galerie couverte, évacue les eaux de pluie. Une grande moitié sud de ce forum est inaccessible, recouverte par des constructions modernes (hangar agricole et cour de ferme). Ce complexe s'apparente aux forums connus dans certains chefs-lieux de cités, mais il s'en écarte par l'absence d'un bâtiment, souvent cultuel, au centre de la cour. Selon le schéma le plus courant en Gaule, il évoque plutôt un forum tripartite regroupant en enfilade et dans des dimensions très variables d'une situation à l'autre une basilique, une place et un temple. Cette dernière composante n'a pas été mise en évidence à Verdes, mais elle pourrait se situer sous la partie méridionale du complexe.
Une autre rangée de constructions, perpendiculaire aux précédentes, prend place au sud des thermes. L'hypothèse de boutiques desservies au sud par une voie est privilégiée, mais il ne faut pas exclure des bâtiments liés à l'activité des thermes.

### Temples et nécropoles
Deux édifices cultuels de type fanum sur plan centré sont localisés. Le premier, au sud des thermes, est séparé de ces derniers par la galerie cloisonnée et la voie qui la dessert ; il pourrait comprendre une galerie périphérique carrée et une cella carrée ou circulaire selon les sources et l'interprétation des photos aériennes. Le second, autre encore plus au sud, se trouve à proximité d'un secteur résidentiel. Ces deux temples semblent respecter l'orientation habituelle pour ce type de monument, avec ouverture vers l'est.
À l'est des thermes, une enceinte quadrangulaire contenant une construction circulaire pourrait constituer un sanctuaire, mais les traces n'apparaissent de manière fugitive que sur quelques photos aériennes. Des structures ayant appartenu à un temple pourraient se trouver près de l'église Saint-Lubin de Verdes.
Aucune nécropole n'est, au regard des données disponibles, identifiée à Verdes ; cette absence peut résulter de l'insuffisance des recherches et des modes d'investigation retenus : les limites de la ville, où se situent généralement les nécropoles des agglomérations antiques, mal connues ici, n'ont pas fait l'objet d'études ciblées,. Seules deux sépultures isolées potentielles sont recensées dans le périmètre du centre monumental, remontant à l'Antiquité tardive ou au haut Moyen Âge.

### Édifice de spectacles hypothétique

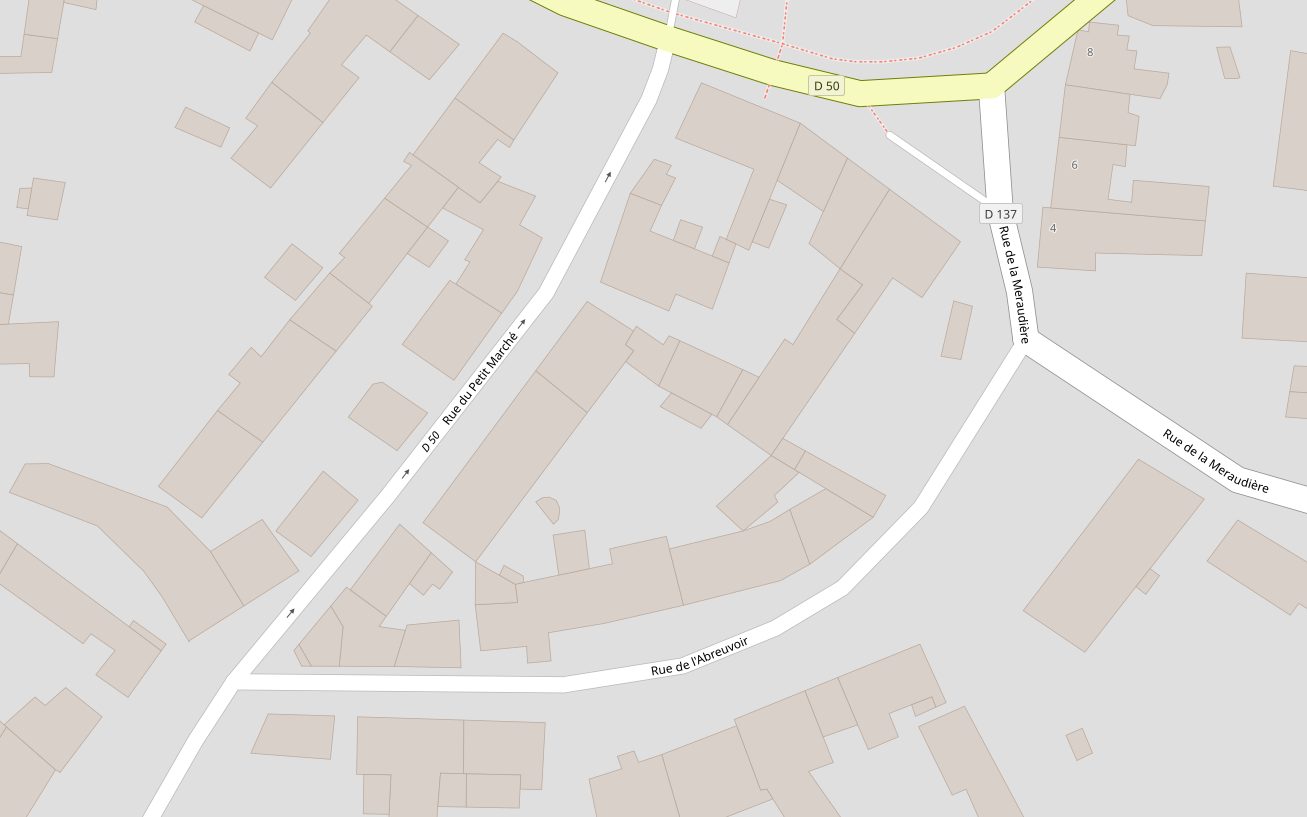
Verdes, la rue de l'Abreuvoir.

Au début des années 1980, photographie aérienne et prospection géophysique semblent indiquer la présence d'un théâtre ou d'un théâtre-amphithéâtre au nord-ouest du site, au-delà de la zone d'habitats ; ses dimensions ne sont pas précisées. Toutefois, les publications plus récentes sont moins catégoriques quant à l'existence et à la localisation de ce monument, voire n'en font même pas état et cette hypothèse est désormais purement et simplement abandonnée, la dépression du sol attribuée à un édifice de spectacles étant d'origine géologique,.
S'il a existé un édifice de spectacles antique à Verdes ainsi que le mentionnent des traditions orales imprécises, il pourrait se situer sous la ville moderne, adossé à la pente du vallon qui descend vers l'Aigre ; Daniel Jalmain évoque « les courbes bizarres de la voirie de la ville » avec la rue de l'Abreuvoir, dont la forme des parcelles cadastrales et des bâtiments qui la bordent ne peut se justifier par le seul relief ; l'emplacement choisi, aux marges de la ville antique, est assez commun, à plus forte raison quand la topographie l'exige.

### Voirie et secteurs d'habitations

#### Un schéma urbain à reconstituer

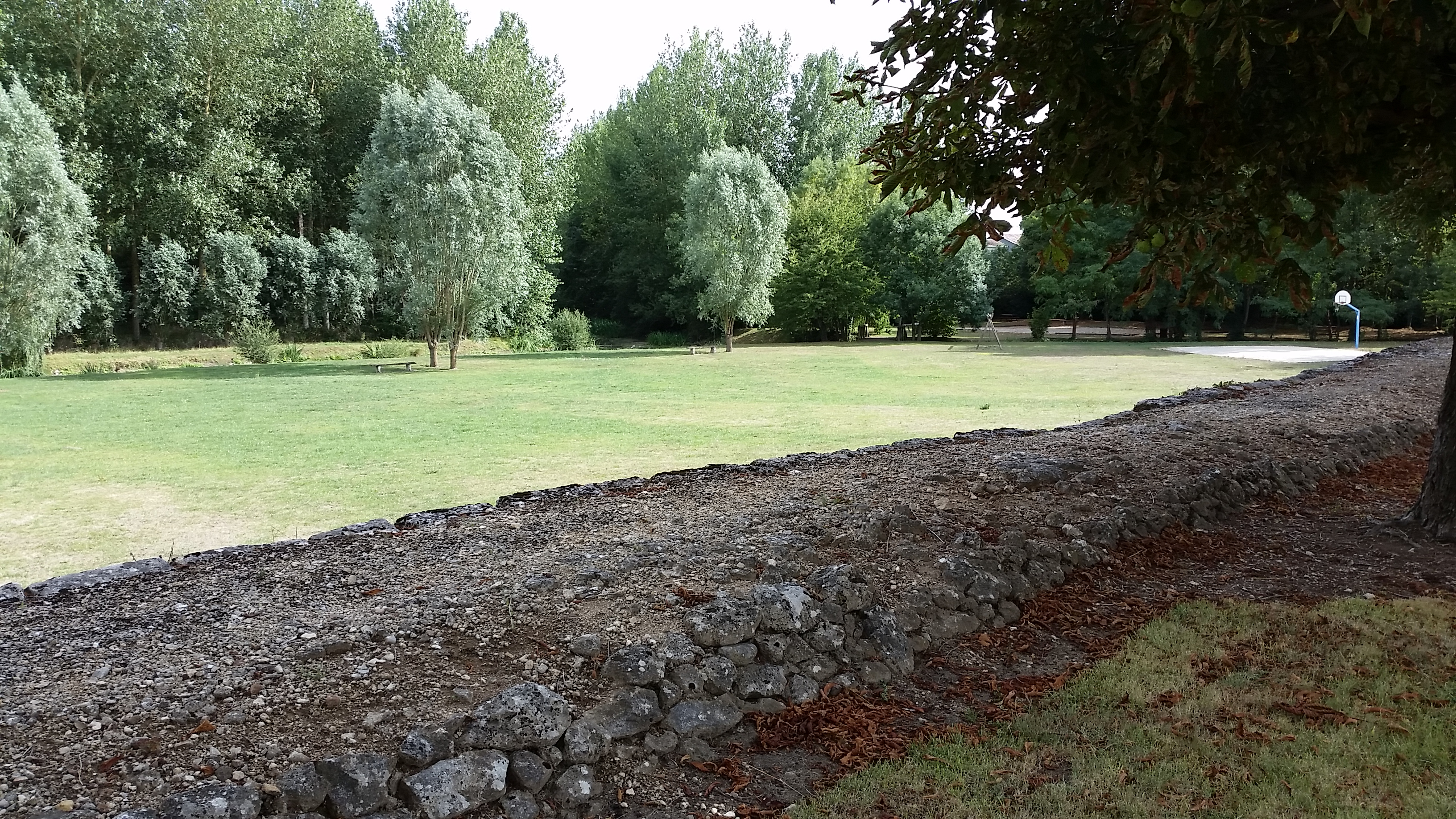
Voie-digue de Jules César.

Si le site de Verdes se trouve bien au carrefour de deux voies antiques principales, le tracé de ces voies au cœur de l'agglomération est plus difficile à établir, et l'implantation du bourg moderne de Verdes a certainement effacé bien des vestiges ; ainsi, la voie de Jules César n'est identifiée qu'au nord du bourg, lorsqu'elle est recouverte par un chemin moderne et au sud, lorsqu'elle est surélevée en digue.
La voie qui, vers l'ouest, se dirige vers Châteaudun, semble montrer de part et d'autre de la bande de circulation dallée, large de 6  à   8 m, deux allées bordées de trottoirs probablement dallés eux aussi. De courtes allées perpendiculaires à cette voie séparent les habitations qui la bordent et qui sont alignées sur ses trottoirs. La même disposition s'observe au nord-est du centre monumental connu ; une rue dallée avec caniveaux et conduit d'évacuation est mise au jour.
En outre, une série de voies secondaires dessert le centre monumental, basilique et palestre au nord, forum, boutiques et fanum au sud. Il semble toutefois difficile, au regard des données disponibles, d'imaginer un unique schéma de quadrillage urbain sur l'ensemble du site.

#### Trois «quartiers» d'habitats
Les photographies aériennes et la prospection géophysique des années 1970 révèlent l'existence de trois secteurs assez densément bâtis selon un plan « organisé », mais aucune fouille n'y est effectuée.
De part et d'autre de la voie de Châteaudun sur une longueur d'au moins 250 m, au nord-ouest du centre monumental, une série d'habitats — certains sont construits en pisé — ont leur façade alignée sur les trottoirs qui bordent la voie. Les bâtiments semblent séparés les uns des autres par de courtes allées aboutissant dans la voie principale.
Au nord-est de l'ensemble monumental, d'autres traces de murs sont également interprétées comme les vestiges de bâtiments, mais leur ordonnancement, le long de la voie qui contourne la palestre et les thermes, est plus difficile à cerner,. Le diagnostic réalisé en 2016 dans ce secteur montre une occupation du Ier au IIIe siècle.
Au sud des thermes et à l'est du bourg moderne (la Méraudière), une dernière série d'habitations, desservie par une voie secondaire, semble ordonnée selon un plan sommairement quadrillé. Cet îlot est accompagné, à l'ouest, d'un petit fanum.

### Agriculture, artisanat et commerce
Les principales activités commerciales de Verdes semblent liées à l'agriculture et à la transformation de ses produits. Depuis La Tène, l'agriculture tient une place non négligeable dans l'économie de le Beauce : les défrichements ponctuels du Néolithique ont fait place à la création de vastes terroirs cultivés. De nombreuses exploitations agricoles sont identifiées autour de Verdes. La découverte de meules gallo-romaines montre que la production et la transformation de céréales est importante ; dans cette hypothèse, des bâtiments alignés le long de la voie de Jules César pourraient être des entrepôts ou des greniers à grains. Une « cuve », sommairement décrite en 1929, pourrait être destinée au trempage des graines de lupin avant consommation, à moins qu'elle ne soit une cuve vinicole ou une portion d'aqueduc.

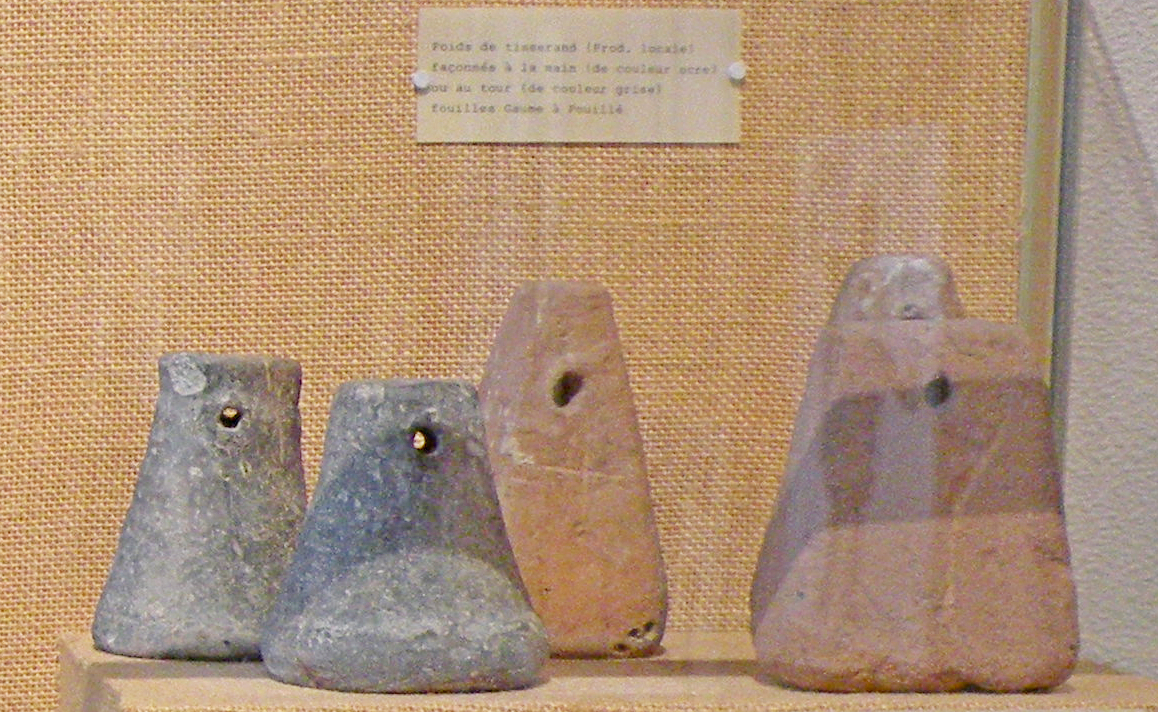
Pesons de tisserands (site antique de Tasciaca, Loir-et-Cher).

Le travail de la laine est attesté par la découverte sur le site de nombreux pesons de métiers à tisser et d'un poinçon. Cet artisanat, qui dépasse certainement le cadre familial et les stricts besoins domestiques, paraît perdurer au haut Moyen Âge et témoigne très probablement d'un élevage ovin déjà bien implanté dont attestent les nombreux enclos destinés au parcage des bêtes  ; il semble tourné vers la production de laine plutôt que celle d'animaux de boucherie.
Aucune autre trace d'artisanat ou de commerce n'est attestée à Verdes même si un atelier de tabletier est pressenti sur le site, mais l'importance des monnaies retrouvées et le nombre de boutiques qui bordent le forum laissent supposer une importante activité dans des domaines probablement variés, éventuellement liés aux activités agricoles dominantes de Verdes. L'exploitation des carrières (pierre de construction et extraction de chaux) et la pêche régulière du lac du Dunois sont également des hypothèses très plausibles.